# 松田七星
松田 七星（まつだ ななせ、2001年6月19日 - ）は、日本の子役である。
スマイルモンキー所属。神奈川県出身。血液型はB型。

## 略歴
2003年の当時・2歳の時に子役モデルとして芸能界デビュー。

## 出演

### テレビドラマ
- DRAMA COMPLEX 終戦記念特別ドラマ ひめゆり隊と同じ戦火を生きた少女の記録 最後のナイチンゲール（2006年8月22日、日本テレビ）
- 地獄少女 第3話（2006年11月18日、日本テレビ） - 鳥海ななせ 役
- 有閑倶楽部 第5話（2007年11月13日、日本テレビ） - 白鹿野梨子（幼少） 役
- 金曜プレステージ ひみつな奥さん3 イケメンホスト殺人事件（2008年5月30日、フジテレビ） - 和田由衣 役
- 小児救命（2008年10月16日〜12月18日、テレビ朝日） - 青山宇宙（幼少） 役
- オー!マイ・ガール!! 第4話 (2008年11月4日、日本テレビ)
- 土曜プレミアム 戦場のメロディ (2009年9月12日、フジテレビ)  - みね子 役

### バラエティ
- いないいないばあっ!（2005年、NHK教育） - トマトちゃん 役
- 最恐 怪-1グランプリ2009 -動く人形篇- (2009年12月18日、テレビ東京)
- 徳光和夫の感動再会"逢いたい" 波乱万丈！奇跡の感涙スペシャル (2010年4月6日、TBS)
- 徳光和夫の感動再会"逢いたい" 涙・涙・涙スペシャル (2010年10月1日、TBS - 森昌子（幼少） 役

### CM
- TU-KA企業CF（2004年）
- 東京海上日動あんしん生命 そのしあわせ・見舞い篇（2006年）
- HITACHI DVDカムWooo -空からWooo篇-（2007年）
- ムーンスター 子供靴キャロット（2007年）
- 東邦ガス ガスの得意は、ガスにまかせろ。（2007年）
- イオン つくろう！my新入学-学習机篇-（2007年）
- ノバルティスファーマ ノバルティスアイ篇 (2009年)
- 東邦ガス ユースケ家のひみつ 長風呂篇 (2009年)
- 栄光ゼミナール 理科実験教室篇 (2010年)
- 日本マクドナルド ハッピーセット メモリアルスタンプ (2010年)

### 映画
- おくりびと（2008年） - 奥山家の孫娘 役

### ネットムービー
- 時をかける少女 スピンオフムービー「光の惑星」(2010年) - ミク 役